# カーズ・オン・ザ・ロード

『カーズ・オン・ザ・ロード』（原題：Cars on the Road）は、ピクサー・アニメーション・スタジオが制作した『カーズ』の短編シリーズ。

## 概要
全9話で1話完結の2人の旅を描く物語。全て2022年9月8日にDisney+にて配信が開始された。
2025年5月3日からはディズニー・チャンネルにてテレビ初放送される予定である。

## あらすじ
メーターは姉の結婚式に間に合うため、親友のライトニング・マックィーンと共にアメリカを横断する。

## 登場キャラクター

### 主要キャラクター
ライトニング・マックィーン
本作の主人公であるレーシングカー。サーカスを嫌う。
メーター
本作のもう1人の主人公で、マックィーンの親友のレッカー車。姉の結婚式に出席するべく彼と共に冒険に出る。

### ラジエーター・スプリングス
サリー・カレラ

ルイジ

グイド

シェリフ

ラモーン

フロー

フィルモア

サージ

リジー

### 第1話

#### 恐竜
クアドラトルポサウルス
古代の沼の住人。背中に突起がある。
ウエストファラノプス
草食のバン型恐竜。
ティラノミシオサウルス
ティラノサウルスをモデルとした車型恐竜。
スパイノクランクシャフター
史上最大の車型恐竜。

### 第2話

#### デスティニー・ホテル
『シャイニング』をモデルとした呪いの館。
ランディ
ホテルの支配人兼フロントマンだと思われたが、正体は絵画に取り憑いている幽霊。ホテルに来る客を揶揄う。
双子の幽霊
『シャイニング』のグレイディの娘をモデルとした幽霊。

### 第3話

#### ランドスピード・レース
純粋なスピードのみを競うレース。
スピード・デーモン
レース中に死亡したレーサーを天に連れて行く天使。
レーサーたちにスピード・デーモンと言われ恐れられている。

### 第4話
アイビー
元モンスタートラック。破壊ショーに飽き現在は森で隠居しているが、生活を脅かす3台の旅行者を嫌う。
救ってくれたマックィーンとメーターと共に旅に参加する。旅の途中でサーカス団に入団する。後に俳優デビューする。
旅行者
"ウェイン郡秘密結社の研究者"と自称し、UMAを追い求める3台の車。

### 第5話
洗車スタッフ
無愛想な態度なフォークリフトのスタッフ。

#### サーカス・ヴェロシタス
司会
サーカスの指揮を執る2台の車。
ピエロたち
サーカスのショーを行うピエロ。

### 第6話

#### トラッキーズ
トラック専用の休憩所。
トラックたち
音楽好きのトラックでメーターを歓迎する。
主にウェンディ、クリスタル、エリザベス、イーデン、ジェシカ、ジョン、カイル、ライアン、ジェフの10台がいる。

### 第7話

#### ブレーキライト・ピクチャーズ
映画の制作会社。
ベラ・カダブラ
伝説のホラー映画監督。CGIを使用しない作風を取る。
メーターの演技力を買い、自身の映画に多用する。
レス
映画の脚本家。

### 第8話

#### 砂漠の放浪者
『マッドマックス 怒りのデス・ロード』のシタデル砦をモデルとしている。
女王車
放浪者たちをまとめる女王。
砂漠の放浪者たち
かつては同じ志を持つ芸術家たちが悟りを求めて砂漠にきた。しかし、些細な争いから派閥ができた。

### 第9話
マト
メーターの姉。勝負をするのが大好き。
クルーズ・ラミレス
『カーズ/クロスロード』に登場するマックィーンの後輩レーサー。
レーシングスクールと非営利団体を立ち上げている。その他、レフェリー、カウンセラー、司式者の資格なども習得している。
マテオ
クルーズのいとこで、マトと結婚する花婿。

## キャスト
| 役名                           | 原語版声優                 | 日本語吹替 |
| ------------------------------ | -------------------------- | ---------- |
| ライトニング・マックィーン     | オーウェン・ウィルソン     | 土田大     |
| メーター                       | ラリー・ザ・ケーブル・ガイ | 山口智充   |
| フィルモア                     | ロイド・シェアー           | こねり翔   |
| ラモーン                       | チーチ・マリン             | 天田益男   |
| フロー                         | ジェニファー・ルイス       | 西宏子     |
| サリー                         | ボニー・ハント             | 深見梨加   |
| ルイジ                         | トニー・シャルーブ         | 宝亀克寿   |
| グイド                         | グイド・カローニ           | 高宮俊介   |
| リサ                           | タニア・グナディ           |            |
| ルイス                         | ルース・リバー             |            |
| ランディ                       | スティーブ・パーセル       |            |
| レース・ロッド                 | マット・ヤンキン           |            |
| クラッチ・ハンボールド         | マット・ヤンキン           | 玉野井直樹 |
| クルーピッティ                 | マット・ヤンキン           |            |
| ノリユキ(則之)                 | マサ・カノメ               |            |
| スピード・デーモン             | キャシー・ホリー           | 松岡洋子   |
| マーガレット・モーターレイ     | トクス・オラグンドイ       | 米本早希   |
| 女王車(チーフテス)             | トクス・オラグンドイ       | 茜部真弓   |
| グリスウォルド                 | ギャビー・サナリトロ       | 上田ゆう子 |
| アイビー                       | クインタ・ブランソン       | 中村千絵   |
| メイ・ピラーデュレブ           | ミーガン・カヴァナー       |            |
| ベラ・カタブラ                 | ミーガン・カヴァナー       |            |
| ケイ・ピラーデュレブ           | ヘイデン・ビショップ       |            |
| 第1AD                          | ヘイデン・ビショップ       |            |
| ウィンディ                     |                            | AYANO      |
| クリスタル                     |                            | 内田ゆう   |
| エリザベス                     |                            | 大木理紗   |
| イーデン                       |                            | 鈴木佐江子 |
| ジェシカ                       |                            | 吉田真弥   |
| ジョン                         |                            | 石塚勇     |
| カイル                         |                            | 大滝秀則   |
| ライアン                       |                            | 岡崎昌幸   |
| ジェフ                         |                            | 渕上祥人   |
| プロデューサー                 | セクンダ・ウッド           |            |
| クルーメンバー                 | マット・ロウ               |            |
| ランス・ザ・ライター           | ゼノ・ロビンソン           |            |
| ジェレミー                     | ゼノ・ロビンソン           |            |
| 保安官                         | デイブ・フェンノイ         |            |
| 牧師(ジャスティス・シュテルン) | デイブ・フェンノイ         |            |
| キャンピン・ロング・レジー     | トム・ブロムヘッド         |            |
| スクアット                     | デブラ・カルドナ           |            |
| クルーズ・ラミレス             | クリステラ・アロンゾ       | 沢城みゆき |
| マト                           | ダナ・パウエル             | 佐々木優子 |
| マテオ                         | オスカー・カマチョ         |            |

その他の声優：露木徳幸、近内仁子、ケンコー、中尾智、梅村さえ、柚木直子、西岡璃南、寺畑陸、おまたかな、越後屋コースケ、藤井雄太、槙野旦、横山友香、松井暁波、清水裕亮、石黒史剛、竹内浩明

## スタッフ
- 監督

スティーヴ・パーセル、ブライアン・フィー、ボビー・ポデスタ
- 製作

マーク・ソンドハイマー
- 製作総指揮

ケヴィン・レハー、キャサリン・サラフィアン、ダン・スキャンロン
- 脚本

スティーヴ・パーセル、ボビー・ポデスタ
- 音楽

ジェイク・モナコ

## エピソード一覧
- #1『恐竜公園』（原題：Dino Park）
- #2『悪夢』（原題：Lights Out）
- #3『高速レース』（原題：Salt Fever）
- #4『伝説』（原題：The Legend）
- #5『ショータイム』（原題：Show Time）
- #6『トラック』（原題： Trucks ）
- #7『B級映画』（原題：B-Movie）
- #8『荒野の戦い』（原題：Road Rumblers）
- #9『結婚式』（原題：Gettin’ Hitched）